# 石城镇 (廉江市)
石城镇，是中华人民共和国广东省湛江市廉江市下辖的一个乡镇级行政单位。

## 行政区划
石城镇下辖以下地区：
那良村、茶山村、东风村、田寮村、上县村、东莲塘村、罗笛冲村、谢下村、飞鼠田村、官冲村、荔枝墩村、荔枝坑村、龙窝江村、铜锣冲村、石南村、山头村和石头岭村。